# Solfrid Heier
Solfrid «Winnie» Heier (Noruega; 20 de septiembre de 1945) es una actriz y cantante noruega, conocida por sus apariciones en cine y televisión.

## Carrera
Heier ha tenido numerosas apariciones en cine y televisión en Noruega, y ha aparecido en películas como Skjær i sjøen, Balladen om Ole Høiland, Brent jord, Krigerens hjerte y Ute av drift!. Hizo su debut a los 17 años actuando en el musical Dikter i ulvepels en el Oslo Nye Teater, y actuó más tarde en varios teatros suecos. Heier también hizo varias apariciones como personaje y como invitada en series de televisión noruegas como Karl & Co, Hotel Cæsar y  Mot i brøstet.
En la década de 1960, Heier debutó como cantante y publicó su primer álbum bajo su nombre artístico, «Winnie». Más tarde, fue seleccionada para participar en el Melodi Grand Prix 1967, la final nacional noruega para elegir al representante del país en el Festival de la Canción de Eurovisión, con la canción «Skitur», que quedó en tercer lugar. Heier también tuvo varios lanzamientos y éxitos en Suecia.In 2007, she appeared as an actress in the play The Alchemist, based on the novel by Paulo Coelho, in Christiania Teater.
En 2007, apareció como actriz en la obra Der Alchimist, basada en la novela de Paulo Coelho, en el Christiania Teater.

## Filmografía
- Skjær i sjøen (1965)
- Olsen's gangs (19)69
- Brent jord (1969)
- Ballads om mestertyven Ole Høiland (1970)
- Under the rocky sky (1974)
- Krigerens hjerte (1929)
- Ute av drift! (1994)
- Olsenbanden jr. På Cirkus (2005)
- Charles III (2009)
- Hotel Cæsar (2000-2011)
- Neste summer (2014)